# Universidad del Sagrado Corazón (Connecticut)
La Universidad del Sagrado Corazón (Sacred Heart University en idioma inglés) es una universidad privada, católica, situada en Fairfield, Connecticut, Estados Unidos.

## Historia
Fue fundada en 1963 por Walter W. Curtis, obispo de la diócesis de Bridgeport, para atender la formación en el suroeste de Connecticut. En 1990 aceptó por primera vez estudiantes en residencias universitarias y actualmente el 70% de los estudiantes viven el campus.
El 25 de enero de 2006 Jack Welch hizo una importante donación de dinero a la facultad de ciencias empresariales, que desde entonces pasó a denominarse John F. Welch College of Business.

## Escuelas y facultades
La universidad consta de cinco escuelas y facultades:
- College of Arts & Sciences
- John F. Welch College of Business
- College of Health Professions
- Isabelle Farrington College of Education
- University College

## Deportes
Los equipos deportivos de la universidad, denominados Sacred Heart Pioneers, compiten en la Metro Atlantic Athletic Conference de la División I de la NCAA.